# نوید درزاده
نوید درزاده  (زادهٔ ۲۰ مرداد ۱۳۷۹ در نیک‌شهر) بازیکن فوتبال ایرانی الاصل است که در تیم باشگاه فوتبال الاهلی قطر در لیگ ستارگان قطر بازی می‌کند. 